# Federico Franco
Federico Franco (Født 24. juli 1962) er en Paraguayansk politiker, der siden 22. juni 2012 har været Paraguays præsident. Som medlem af Autentisk Liberalt Parti blev han valgt som vicepræsident under præsidentvalget i 2008, hvor han stillede op sammen med Fernando Lugo. Han tiltrådte posten i august 2008. Efter Fernando Lugo blev afsat som følge af en rigsret, overtog Franco præsidentposten. og fortsætter på posten indtil 15. august 2013.
Franco er uddannet kirurg.